# Campeonato da NACAC de Atletismo Sub-18 e Sub-23 de 2023
A edição 2023 do Campeonato da NACAC Sub-18 e Sub-23 foi um campeonato de atletismo organizado pela Associação de Atletismo da América do Norte, Central e Caribe (NACAC). Os eventos foram realizados em conjunto no Estádio Nacional, em San José, na Costa Rica, entre 21 a 23 de julho de 2023. O campeonato contou com a participação de 448 atletas de 28 nacionalidades distribuídos em 88 provas nos dois níveis.

## Quadro total de medalhas
O quadro de medalhas foi contabilizado nas duas faixas etárias.
| Ordem | País                     | Medalha de ouro | Medalha de prata | Medalha de bronze | Total |
| ----- | ------------------------ | --------------- | ---------------- | ----------------- | ----- |
| 1     | Estados Unidos           | 23              | 16               | 8                 | 47    |
| 2     | Jamaica                  | 13              | 14               | 5                 | 32    |
| 3     | Canadá                   | 12              | 10               | 6                 | 23    |
| 4     | Bahamas                  | 7               | 9                | 7                 | 23    |
| 5     | Trinidad e Tobago        | 6               | 7                | 10                | 23    |
| 6     | Antígua e Barbuda        | 3               | 1                | 2                 | 6     |
| 7     | Porto Rico               | 2               | 6                | 7                 | 15    |
| 8     | Guatemala                | 2               | 2                | 1                 | 5     |
| 9     | Ilhas Virgens Americanas | 2               | 1                | 2                 | 5     |
| 10    | Ilhas Virgens Britânicas | 1               | 1                | 2                 | 4     |
| 11    | Cuba                     | 1               | 0                | 2                 | 3     |
| 12    | Aruba                    | 1               | 0                | 1                 | 2     |
| 13    | São Vicente e Granadinas | 1               | 0                | 0                 | 1     |
| 14    | Costa Rica               | 0               | 4                | 7                 | 11    |
| 15    | Ilhas Caimã              | 0               | 2                | 1                 | 3     |
| 16    | Barbados                 | 0               | 1                | 3                 | 4     |
| 17    | Haiti                    | 0               | 0                | 3                 | 3     |
| 18    | Belize                   | 0               | 0                | 2                 | 2     |
| 19    | Dominica                 | 0               | 0                | 1                 | 1     |
| 19    | República Dominicana     | 0               | 0                | 1                 | 1     |
| Total | Total                    | 74              | 74               | 71                | 219   |

### Sub-23
Resultados completos foram publicados.
Masculino
| Evento                      | Ouro                                                                         | Ouro     | Prata                                                                              | Prata            | Bronze                                                                             | Bronze              |
| --------------------------- | ---------------------------------------------------------------------------- | -------- | ---------------------------------------------------------------------------------- | ---------------- | ---------------------------------------------------------------------------------- | ------------------- |
| 100 metros                  | Adrian Kerr · Jamaica                                                        | 10.08    | Travis Williams · Jamaica                                                          | 10.12            | Diego González · Porto Rico                                                        | 10.22               |
| 200 metros                  | Callum Robinson · Canadá                                                     | 20.52    | Demar Francis · Jamaica                                                            | 20.67            | Connor Washington · Estados Unidos                                                 | 20.74               |
| 400 metros                  | D'Andre Anderson · Jamaica                                                   | 45.56    | Kyle Gale · Barbados                                                               | 45.80            | William Jones · Estados Unidos                                                     | 45.95               |
| 800 metros                  | Handal Roban · São Vicente e Granadinas                                      | 1:47.43  | Sean Dolan · Estados Unidos                                                        | 1:47.54          | Dennick Luke · Domínica                                                            | 1:47.62             |
| 1 500 metros                | Emile Toupin · Canadá                                                        | 4:00.01  | Hector Pagan · Porto Rico                                                          | 4:01.61          | Foster Malleck · Canadá                                                            | 4:02.43             |
| 5 000 metros                | Cole Sprout · Estados Unidos                                                 | 14:11.78 | Hector Pagan · Porto Rico                                                          | 14:29.39         | Esteban Oses · Costa Rica                                                          | 15:33.04            |
| 110 metros barreiras        | Connor Schulman · Estados Unidos                                             | 13.40    | Antoine Andrews · Bahamas                                                          | 13.57            | Jaheem Hayles · Jamaica                                                            | 13.73               |
| 400 metros barreiras        | Caleb Cavanaugh · Estados Unidos                                             | 49.35    | Assinie Wilson · Jamaica                                                           | 49.70            | Yeral Núñez · República Dominicana                                                 | 49.95               |
| 3.000 metros com obstáculos | Kevin Robertson · Canadá                                                     | 9:04.77  | Paulo Gómez · Costa Rica                                                           | 9:10.48          | Carson Williams · Estados Unidos                                                   | 9:30.66             |
| 4×100 metros estafetas      | Jamaica · Jehlani Gordon · Adrian Kerr · Travis Williams · Shakur Williams   | 39.04    | Bahamas · Antoine Andrews · Adam Musgrove · Carlos Brown Jr. · Terrence Jones      | 39.59            | Estados Unidos · Blaise Atkinson · Brice Chabot · Rodney Heath · Samuel Blaskowski | 39.62               |
| 4×400 metros estafetas      | Jamaica · Assinie Wilson · Reheem Hayles · Delano Kennedy · D'Andre Anderson | 3:02.44  | Estados Unidos · William Jones · Caleb Cavanaugh · Connor Washington · Will Sumner | 3:04.84          | Barbados · Raheem Taitt · Jahleel Armstrong · Kyle Gale · Tyrique Johnson          | 3:04.33             |
| 10 km marcha atlética †     | José Mariano Ordóñez · Guatemala                                             | 44:55.05 | Samuel Allen · Estados Unidos                                                      | 49:26.82         | Apenas dois atletas                                                                | Apenas dois atletas |
| Salto em altura             | Romaine Beckford · Jamaica                                                   | 2.21 m   | Kason O'Riley · Estados Unidos                                                     | 2.18 m           | Shaun Miller · Bahamas                                                             | 2.15 m              |
| Salto com vara              | Hunter Garretson · Estados Unidos                                            | 5.61 m   | Brenden Vanderpool · Bahamas                                                       | 4.95 m           | Jonathan José López · Porto Rico                                                   | 4.75 m              |
| Salto em comprimento        | Malcolm Clemons · Estados Unidos                                             | 8.21 m   | Jeremiah Davis · Estados Unidos                                                    | 8.10 m           | Jordan Turner · Jamaica                                                            | 7.82 m              |
| Salto triplo                | Russell Robinson · Estados Unidos                                            | 16.64 m  | Salif Mane · Estados Unidos                                                        | 16.49 m          | Kelsey Daniel · Trindade e Tobago                                                  | 16.19 m             |
| Arremesso de peso           | Maxwell Otterdahl · Estados Unidos                                           | 19.41 m  | Jason Swarens · Estados Unidos                                                     | 19.02 m          | Christopher Crawford · Trindade e Tobago                                           | 17.84 m             |
| Lançamento de disco         | Ralford Mullings · Jamaica                                                   | 61.18 m  | Jaden James · Trindade e Tobago                                                    | 53.59 m          | Aidan Elbettar · Estados Unidos                                                    | 53.21 m             |
| Lançamento do martelo       | Kyle Moison · Estados Unidos                                                 | 64.93 m  | Kade McCall · Estados Unidos                                                       | 64.69 m          | Michael Soler · Porto Rico                                                         | 62.83 m             |
| Lançamento do dardo         | Keyshawn Strachan · Bahamas                                                  | 78.37 m  | Dash Sirmon · Estados Unidos                                                       | 75.28 m          | Braden Presser · Estados Unidos                                                    | 72.60 m             |
| Decatlo †                   | Guillermo Rivas · Guatemala                                                  | 6815 pts | Apenas um atleta                                                                   | Apenas um atleta | Apenas um atleta                                                                   | Apenas um atleta    |

*Indica que os atletas competiram apenas nas eliminatórias e receberam medalhas.

†Evento de exposição – sem medalhas concedidas.
Feminino
| Evento                 | Ouro                                                                                 | Ouro     | Prata                                                                               | Prata    | Bronze                                                                                  | Bronze              |
| ---------------------- | ------------------------------------------------------------------------------------ | -------- | ----------------------------------------------------------------------------------- | -------- | --------------------------------------------------------------------------------------- | ------------------- |
| 100 metros             | Mia Brahe-Pedersen · Estados Unidos                                                  | 11.08    | Leah Bertrand · Trinidad e Tobago                                                   | 11.27    | Beyoncé Defreitas · Ilhas Virgens Britânicas                                            | 11.41               |
| 200 metros             | Mia Brahe-Pedersen · Estados Unidos                                                  | 23.05    | Beyoncé Defreitas · Ilhas Virgens Britânicas                                        | 23.59    | Ashantai Bollers · Canadá                                                               | 23.84               |
| 400 metros             | Jermaisha Arnold · Estados Unidos                                                    | 50.68    | Ziyah Holman · Estados Unidos                                                       | 50.95    | Shana-Kaye Anderson · Jamaica                                                           | 52.27               |
| 800 metros             | Olivia Cooper · Canadá                                                               | 2:07.59  | Cassandra Williamson · Canadá                                                       | 2:07.83  | Mikaela Smith · Ilhas Virgens Americanas                                                | 2:12.80             |
| 1 500 metros           | Addison Wiley · Estados Unidos                                                       | 4:05.84  | Elise Shea · Estados Unidos                                                         | 4:14.90  | Holly MacGillivray · Canadá                                                             | 4:15.99             |
| 5 000 metros           | Layla Roebke · Estados Unidos                                                        | 17:24.61 | Jorelis Vargas · Porto Rico                                                         | 17:56.56 | Yuliannie Lugo · Porto Rico                                                             | 18:05.18            |
| 100 metros barreiras   | Rayniah Jones · Estados Unidos                                                       | 12.78    | Crystal Morrison · Jamaica                                                          | 12.81    | Destiny Huven · Estados Unidos                                                          | 13.19               |
| 400 metros barreiras   | Shani'a Bellamy · Estados Unidos                                                     | 55.48    | Vanessa Watson · Estados Unidos                                                     | 56.05    | Garriel White · Jamaica                                                                 | 56.94               |
| 4×100 metros estafetas | Estados Unidos · Kaila Jackson · Rayniah Jones · Sophia Beckmon · Mia Brahe-Pedersen | 42.74    | Jamaica · Crystal Morrison · Shaqueena Foote · Niesha Burgher · Shana-Kaye Anderson | 43.80    | Trinidad e Tobago · Reneisha Andrews · Shaniqua Bascombe · Taejha Badal · Leah Bertrand | 44.50               |
| 4×400 metros estafetas | Estados Unidos · Ziyah Holman · Kiah Williams · Jan'taijah Ford · Jermaisha Arnold   | 3:26.83  | Jamaica · Garriel White · Shaqueena Foote · Joanne Reid · Shana-Kaye Anderson       | 3:28.50  | Costa Rica · Naydelin Calderón · Tiphanny Madrigal · Vielka Arias · Melanie Vargas      | 4:09.81             |
| 5 km marcha atlética † | María Fernanda Peinado · Guatemala                                                   | 23:22.65 | Glendy Teletor · Guatemala                                                          | 24:00.01 | Apenas dois atletas                                                                     | Apenas dois atletas |
| Salto em altura †      | Jenna Rogers · Estados Unidos                                                        | 1.83 m   | María José Rodríguez · Costa Rica                                                   | 1.70 m   | Apenas dois atletas                                                                     | Apenas dois atletas |
| Salto com vara         | Sydney Horn · Estados Unidos                                                         | 4.41 m   | Heather Abadie · Canadá                                                             | 3.95 m   | Vielka Paola Arias Mora · Costa Rica                                                    | 3.55 m              |
| Salto em comprimento   | Sophia Beckmon · Estados Unidos                                                      | 6.69 m   | Claire Bryant · Estados Unidos                                                      | 6.66 m   | Haila González · Cuba                                                                   | 6.41 m              |
| Salto triplo           | Rhianna Phillips · Jamaica                                                           | 13.61 m  | Euphenie Andre · Estados Unidos                                                     | 13.42 m  | Asherah Collins · Estados Unidos                                                        | 13.04 m             |
| Arremesso de peso      | Jaida Ross · Estados Unidos                                                          | 18.35 m  | Jalani Davis · Estados Unidos                                                       | 17.20 m  | Danielle Sloley · Jamaica                                                               | 16.23 m             |
| Lançamento de disco    | Melany Matheus · Cuba                                                                | 59.60 m  | Shelby Frank · Estados Unidos                                                       | 56.96 m  | Michaelle Valentin · Haiti                                                              | 51.62 m             |
| Lançamento do martelo  | Jalani Davis · Estados Unidos                                                        | 63.81 m  | Yanielys Torres · Porto Rico                                                        | 58.81 m  | Michaelle Valentin · Haiti                                                              | 57.51 m             |
| Lançamento do dardo    | Rhema Otabor · Bahamas                                                               | 57.48 m  | Maura Huwalt · Estados Unidos                                                       | 49.25 m  | Kimberly Smith · Ilhas Virgens Britânicas                                               | 37.54 m             |
| Heptatlo †             | Jadin O'Brien · Estados Unidos                                                       | 5778 pts | Shaunece Miller · Bahamas                                                           | 4291 pts | Apenas dois atletas                                                                     | Apenas dois atletas |

*Indica que os atletas competiram apenas nas eliminatórias e receberam medalhas.

†Evento de exposição – sem medalhas concedidas.
Misto
| Evento                 | Ouro                                                                         | Ouro    | Prata                                                                       | Prata   | Bronze                                                                           | Bronze  |
| ---------------------- | ---------------------------------------------------------------------------- | ------- | --------------------------------------------------------------------------- | ------- | -------------------------------------------------------------------------------- | ------- |
| 4×400 metros estafetas | Estados Unidos · Caleb Cavanaugh · Kiah Williams · Will Sumner · Bailey Lear | 3:14.71 | Jamaica · Gregory Prince · Shaquena Foote · Enrique Webster · Garriel White | 3:19.66 | Canadá · Abdullahi Hassan · Olivia Cooper · Leroy Russell · Cassandra Williamson | 3:25.42 |

### Sub-18
Resultados completos foram publicados. .
Masculino
| Evento                        | Ouro                                                                                   | Ouro     | Prata                                                                  | Prata    | Bronze                                                                                  | Bronze              |
| ----------------------------- | -------------------------------------------------------------------------------------- | -------- | ---------------------------------------------------------------------- | -------- | --------------------------------------------------------------------------------------- | ------------------- |
| 100 metros                    | Kasiya Daley · Antígua e Barbuda                                                       | 10.56    | Gary Card · Jamaica                                                    | 10.56    | Dwayne Fleming · Antígua e Barbuda                                                      | 10.69               |
| 200 metros                    | Kasiya Daley · Antígua e Barbuda                                                       | 21.40    | Ainsley McGregor · Jamaica                                             | 21.70    | Cayden Smith · Bahamas                                                                  | 21.76               |
| 400 metros                    | Zion Miller · Bahamas                                                                  | 48.08    | Joshua Wint · Jamaica                                                  | 48.68    | Zion Shepherd · Bahamas                                                                 | 49.10               |
| 800 metros                    | Robin Lefebvre · Canadá                                                                | 1:52.80  | LJ Nelson · Canadá                                                     | 1:54.36  | Daniel Aguilar · Guatemala                                                              | 1:55.17             |
| 1 500 metros                  | Robin Lefebvre · Canadá                                                                | 3:58.47  | Jackson Witham · Canadá                                                | 3:59.41  | Asher Leo Patel · Aruba                                                                 | 4:04.28             |
| 3 000 metros                  | Asher Leo Patel · Aruba                                                                | 9:13.47  | David Jiang · Canadá                                                   | 9:14.30  | Omare Thompson · Trindade e Tobago                                                      | 9:34.94             |
| 110 metros barreiras          | Daneil Wright · Jamaica                                                                | 13.31    | Kahiem Carby · Jamaica                                                 | 13.34    | Yander Herrera · Cuba                                                                   | 13.41               |
| 400 metros barreiras          | Trevoy Smith · Jamaica                                                                 | 51.75    | Cheyne West · Trindade e Tobago                                        | 52.35    | Berkley Munnings · Bahamas                                                              | 54.27               |
| 2.000 metros com obstáculos † | Jean Carlos Soza · Nicarágua                                                           | 6:23.09  | Derek Strachan · Canadá                                                | 6:26.97  | Apenas dois atletas                                                                     | Apenas dois atletas |
| 4×100 metros estafetas        | Trinidad e Tobago · Khadeem Ryan · Kadeem Chinapoo · Trevaughn Stewart · Andrew Steele | 41.14    | Jamaica · Kahiem Carby · Trevoy Smith · Ainsley McGregor · Joshua Wint | 41.18    | Bahamas · Johnathon Rodgers · Cayden Smith · Trent Ford · Ishmael Rolle                 | 41.19               |
| 4×400 metros estafetas        | Jamaica · Joshua Wint · Daneil Wright · Jabari Matheson · Trevoy Smith                 | 3:12.80  | Bahamas · Berkley Munnings · Zion Shepherd · Morgan Moss · Zion Miller | 3:19.80  | Trinidad e Tobago · Khadeem Ryan · Cheyne West · Kaleb Campbell · Keeran Sriskandarajah | 3:26.81             |
| Salto em altura               | Chavez Penn · Jamaica                                                                  | 2.10 m   | Andrew Stone · Ilhas Cayman                                            | 2.07 m   | Jaidi James · Trindade e Tobago                                                         | 1.95 m              |
| Salto com vara †              | Kenny Moxey Jr. · Bahamas                                                              | 3.90 m   | Leonardo Oliveros · Guatemala                                          | 3.45 m   | Apenas dois atletas                                                                     | Apenas dois atletas |
| Salto em comprimento          | Chavez Penn · Jamaica                                                                  | 2.10 m   | Andrew Stone · Ilhas Cayman                                            | 2.07 m   | Jaidi James · Trindade e Tobago                                                         | 1.95 m              |
| Salto triplo                  | Immani Mathew · Trindade e Tobago                                                      | 7.71 m   | Andrew Stone · Ilhas Cayman                                            | 7.36 m   | Andrew Steele · Trindade e Tobago                                                       | 7.30 m              |
| Arremesso de peso             | Ángel Montanez · Porto Rico                                                            | 15.54 m  | Jordy Soto · Costa Rica                                                | 11.98 m  | Apenas dois atletas                                                                     | Apenas dois atletas |
| Lançamento de disco           | José Sebastián Albizu · Guatemala                                                      | 41.62 m  | Anthony Gómez · Costa Rica                                             | 40.93 m  | Apenas dois atletas                                                                     | Apenas dois atletas |
| Lançamento do martelo †       | Juan David Contreras · Guatemala                                                       | 42.48 m  | Anthony Gómez · Costa Rica                                             | 35.21 m  | Apenas dois atletas                                                                     | Apenas dois atletas |
| Lançamento do dardo           | Malique Francis · Antígua e Barbuda                                                    | 56.18 m  | Wilson Morales · Guatemala                                             | 51.70 m  | Apenas dois atletas                                                                     | Apenas dois atletas |
| Decatlo                       | Kenny Moxey Jr. · Bahamas                                                              | 6095 pts | Maxwell Álvarez · Guatemala                                            | 5528 pts | Evento de exposição                                                                     | Evento de exposição |

†Evento de exposição – sem medalhas concedidas.
Feminino
Misto
| Evento                 | Ouro                                                                | Ouro    | Prata                                                                       | Prata   | Bronze                                                                                          | Bronze  |
| ---------------------- | ------------------------------------------------------------------- | ------- | --------------------------------------------------------------------------- | ------- | ----------------------------------------------------------------------------------------------- | ------- |
| 4×400 metros estafetas | Bahamas · Zion Miller · Nya Wright · Zion Shepherd · Alexis Roberts | 3:31.29 | Canadá · Robin Lefebvre · Stephanie Bertram · LJ Nelson · Gabriella Ruggeri | 3:31.96 | Trinidad e Tobago · Kyle Williams · Akira Malaver · Keeran Sriskandarajah · Keneisha Shelbourne | 3:33.13 |

## Participação
448 atletas de 28 nações participaram neste campeonato nos dois níveis.
| - Anguila (3) - Antígua e Barbuda (6) - Aruba (1) - Bahamas (48) - Barbados (13) - Belize (5) - Bermudas (6) - Ilhas Virgens Britânicas (9) - Canadá (40) - Ilhas Caimã (7) | - Costa Rica (46) - Cuba (4) - Dominica (4) - República Dominicana (5) - El Salvador (6) - Granada (1) - Guatemala (20) - Haiti (5) - Honduras (1) - Jamaica (69) | - Monserrate (1) - Nicarágua (4) - Porto Rico (25) - São Vicente e Granadinas (6) - Trinidad e Tobago (38) - Turcas e Caicos (5) - Estados Unidos (62) - Ilhas Virgens Americanas (5) |